# Giorgio Martin
Giorge „Giorgio“ Martin (* 29. Januar 1960 in Bukarest, Rumänien) ist ein rumänischer Opern- und Operettensänger (Tenor).

## Leben
Martin studierte Gesang an der Musikakademie in Bukarest und ist seit 1996 Mitglied im Ensemble und im Chor des Hessischen Staatstheaters in Wiesbaden.
Dort und auch am Hessischen Staatstheater Darmstadt stand er seitdem als Chorsänger und Solist auf der Bühne, so als Triquet in Pjotr Iljitsch Tschaikowskis Oper Eugen Onegin, als  Gastone in Giuseppe Verdis La traviata, als Haushofmeister in Richard Strauss’ Oper Der Rosenkavalier, in der Operette Im weißen Rößl von Ralph Benatzky und in Astor Piazzollas Tango-Operita María de Buenos Aires.